# США на зимних Олимпийских играх 1968
Соединённые Штаты Америки принимали участие в X Зимних Олимпийских играх, проходивших в Гренобле (Франция) с 6 по 18 февраля 1968 года, где представители США завоевали 7 медалей, из которых 1 золотая, 5 серебряных и 1 бронзовая. На Зимних Олимпийских Играх в Гренобле, сборную Соединённых Штатов Америки представляли 95 спортсменов (74 мужчины и 21 женщина), выступавших в 10 видах спорта.